# سیارک ۶۱۶۶
سیارک ۶۱۶۶ (به انگلیسی: 6166 Univsima، نامگذاری:1978SP4) شش هزار و صد و شصت و ششمین سیارک کشف شده‌است که در ۲۷ سپتامبر ۱۹۷۸ کشف شد.
قدر مطلق سیارک برابر ۱۲٫۱۰ است.